# کوهستانق
کوهستانق یکی از روستاهای استان آذربایجان شرقی است که در دهستان گرمه جنوبی بخش مرکزی شهرستان میانه واقع شده‌است.
موقعیت جغرافیایی:
روستای کوهستانق از لحاظ جغرافیایی در جنوب غربی شهرستان خلخال و جنوب استان اردبیل و شمال شرقی شهرستان میانه و شمال غربی استان زنجان می‌باشد.